# أضبط

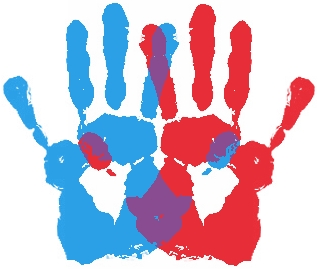

الأضبط (ج. ضُبط، مؤ. ضبطاء) من يعمل بيديه جميعا يعمل بيساره كما يعمل بيمينه، ويقال له أعسر يسر. اللفظ مشتق من الضابط بمعنى القوي على عمله. وتُسمّى القدرة على استخدام كلتا اليدين الضَّبَط.